# Aylloncillo
Aylloncillo es una localidad y entidad local menor española perteneciente a la provincia de Soria, partido judicial de Soria, Comunidad Autónoma de Castilla y León, España.
Pueblo de la Comarca de Almarza que pertenece al municipio de Fuentelsaz de Soria.

## Geografía
Situado en una llanura amena, 800 metros al este de la capital del municipio; confina al norte con La Rubia, por el noroeste con Pedraza, por el oeste con Buitrago, por el sur con Los Villares de Soria y por el este con Aldea el Señor.

### Comunicaciones
Acceso por la carretera provincial SO-P-1145, a 600 metros de su inicio en la autonómica SO-615 de Soria a Calahorra.

## Historia
El censo de Pecheros de 1528, en el que no se contaban eclesiásticos, hidalgos y nobles, registraba la existencia de 12 pecheros, es decir unidades familiares que pagaban impuestos. Estaba incluido en el Sexmo de San Juan.
Sebastián Miñano lo describe a principios del siglo XIX como villa, conocida entonces como Aillon de realengo en el sexmo de San Juan, obispado de Osma, con alcalde pedáneo, 21 vecinos, 105 habitantes; es anejo de Pedraza.
A la caída del Antiguo Régimen la localidad se constituye en municipio constitucional, conocido entonces como Ailloncillo, en la región de Castilla la Vieja, que en el censo de 1842 contaba con 20 hogares y 84 vecinos, para posteriormente integrarse en Fuentelsaz de Soria.

## Demografía
En el año 1981 contaba con 9 habitantes, concentrados en el núcleo principal, pasando a 4 en 2010, 3 varones y 1 mujer.
| Gráfica de evolución demográfica de Aylloncillo entre 2000 y 2010                                |
|                                                                                                  |
| Población de derecho (2000-2010) según los censos de población del INE a 1 de enero de cada año. |